# Afrarchaea ansieae
Espèce
Afrarchaea ansieae est une espèce d'araignées aranéomorphes de la famille des Archaeidae.

## Distribution
Cette espèce est endémique du KwaZulu-Natal en Afrique du Sud,.

## Description
La femelle holotype mesure 2,5 mm et le mâle paratype 2,5 mm.

## Étymologie
Cette espèce est nommée en l'honneur d'Ansie S. Dippenaar-Schoeman.

## Publication originale
- Lotz, 2015 : A new species of Afrarchaea (Araneae: Archaeidae) from South Africa. African Invertebrates, vol. 56, no 2, p. 409-414.